# Mistrzostwa Europy w Piłce Nożnej 1992
IX Mistrzostwa Europy w Piłce Nożnej decyzją Komitetu Wykonawczego UEFA odbyły się w Szwecji w dniach 10-26 czerwca. Była to pierwsza tego typu impreza sportowa w Europie po przemianach politycznych, które miały miejsce w roku 1989. Po raz pierwszy w historii w turnieju głównym udział wzięła reprezentacja zjednoczonych Niemiec. O prawo startu w turnieju głównym walczyła również jedenastka Związku Radzieckiego, którą po wydarzeniach politycznych roku 1991 zastąpiła jedenastka Wspólnoty Niepodległych Państw. Z kolei drużyna Jugosławii, która wywalczyła bezpośredni awans do finałów, została wykluczona w ramach sankcji Organizacji Narodów Zjednoczonych związanych z prowadzeniem przez to państwo działań wojennych w Bośni. Jej miejsce zajął zespół Danii, który dosyć niespodziewanie zdobył tytuł mistrza. Mecz otwarcia odbył się 10 czerwca 1992 roku na Stadionie Råsunda w Sztokholmie. Mistrzostwa Europy w Szwecji były ostatnimi mistrzostwami z udziałem 8 zespołów. Były to również ostatnie mistrzostwa Europy w historii, w których za wygranie meczu w fazie grupowej przyznawano 2, a nie 3 punkty.

## Hasło mistrzostw
Małe jest piękne (ang. Small is Beautiful)

## Stadiony
| Ullevi            | Råsundastadion    | GöteborgSolnaMalmöNorrköping |
| Ullevi            | Råsundastadion    | GöteborgSolnaMalmöNorrköping |
| Göteborg          | Solna             | GöteborgSolnaMalmöNorrköping |
| Pojemność: 38 000 | Pojemność: 30 000 | GöteborgSolnaMalmöNorrköping |
| Malmö Stadion     | Idrottsparken     | GöteborgSolnaMalmöNorrköping |
| Malmö Stadion     | Idrottsparken     | GöteborgSolnaMalmöNorrköping |
| Malmö             | Norrköping        | GöteborgSolnaMalmöNorrköping |
| Pojemność: 27 000 | Pojemność: 18 000 | GöteborgSolnaMalmöNorrköping |

## Sędziowie główni
- Emilio Soriano Aladren
- Gérard Biguet
- Hubert Forstinger
- John Blankenstein
- Bruno Galler, Kurt Rothlisberger
- Guy Goethals
- Tullio Lanese, Pierluigi Pairetto
- Bo Karlsson
- Peter Mikkelsen
- Sándor Puhl
- José Rosa dos Santos
- Aron Schmidhuber
- Alaksiej Spirin

## Faza grupowa
Legenda do tabelek:
- Pkt – liczba punktów
- M – liczba meczów
- W – zwycięstwa
- R – remisy
- P – porażki
- Br+ – bramki zdobyte
- Br- – bramki stracone
- +/- – różnica bramek

Dwie pierwsze drużyny z każdej grupy awansowały do dalszych gier.
Czas: CEST (UTC+2)

### Grupa A
| Zespół  | Pkt | M | W | R | P | Br+ | Br- | +/- |
| ------- | --- | - | - | - | - | --- | --- | --- |
| Szwecja | 5   | 3 | 2 | 1 | 0 | 4   | 2   | 2   |
| Dania   | 3   | 3 | 1 | 1 | 1 | 2   | 2   | 0   |
| Francja | 2   | 3 | 0 | 2 | 1 | 2   | 3   | -1  |
| Anglia  | 2   | 3 | 0 | 2 | 1 | 1   | 2   | -1  |

| 10 czerwca 1992 20:15 | Szwecja · Jan Eriksson 24' | 1:1(1:0)raport | Francja · Jean-Pierre Papin 58' | Råsundastadion, Solna · Widzów: 29 860 · Sędzia: WNP Alaksiej Spirin |
|                       |                            |                |                                 |                                                                      |

| 11 czerwca 1992 20:15 | Dania | 0:0raport | Anglia | Malmö Stadion, Malmö · Widzów: 26 385 · Sędzia: Holandia John Blankenstein |
|                       |       |           |        |                                                                            |

| 14 czerwca 1992 17:15 | Francja | 0:0raport | Anglia | Malmö Stadion, Malmö · Widzów: 26 535 · Sędzia: Węgry Sándor Puhl |
|                       |         |           |        |                                                                   |

| 14 czerwca 1992 20:15 | Szwecja · Tomas Brolin 58' | 1:0(0:0)raport | Dania | Råsundastadion, Solna · Widzów: 29 902 · Sędzia: Niemcy Aron Schmidhuber |
|                       |                            |                |       |                                                                          |

| 17 czerwca 1992 20:15 | Szwecja · Jan Eriksson 51' · Tomas Brolin 82' | 2:1(0:1)raport | Anglia · David Platt 4' | Råsundastadion, Solna · Widzów: 30 126 · Sędzia: Portugalia José Rosa dos Santos |
|                       |                                               |                |                         |                                                                                  |

| 17 czerwca 1992 20:15 | Francja · Jean-Pierre Papin 60' | 1:2(0:1)raport | Dania · Henrik Larsen 8' · Lars Elstrup 78' | Malmö Stadion, Malmö · Widzów: 25 673 · Sędzia: Austria Hubert Forstinger |
|                       |                                 |                |                                             |                                                                           |

### Grupa B
| Zespół   | Pkt | M | W | R | P | Br+ | Br- | +/- |
| -------- | --- | - | - | - | - | --- | --- | --- |
| Holandia | 5   | 3 | 2 | 1 | 0 | 4   | 1   | 3   |
| Niemcy   | 3   | 3 | 1 | 1 | 1 | 4   | 4   | 0   |
| Szkocja  | 2   | 3 | 1 | 0 | 2 | 3   | 3   | 0   |
| WNP      | 2   | 3 | 0 | 2 | 1 | 1   | 4   | -3  |

| 12 czerwca 1992 17:15 | Holandia · Dennis Bergkamp 75' | 1:0(0:0)raport | Szkocja | Ullevi, Göteborg · Widzów: 35 720 · Sędzia: Szwecja Bo Karlsson |
|                       |                                |                |         |                                                                 |

| 12 czerwca 1992 20:15 | WNP · Igor Dobrowolski 64' | 1:1(0:0)raport | Niemcy · Thomas Häßler 90' | Idrottsparken, Norrköping · Widzów: 17 410 · Sędzia: Francja Gérard Biguet |
|                       |                            |                |                            |                                                                            |

| 15 czerwca 1992 17:15 | Szkocja | 0:2(0:1)raport | Niemcy · Karl-Heinz Riedle 29' · Stefan Effenberg 47' | Idrottsparken, Norrköping · Widzów: 17 638 · Sędzia: Belgia Guy Goethals |
|                       |         |                |                                                       |                                                                          |

| 15 czerwca 1992 20:15 | Holandia | 0:0raport | WNP | Ullevi, Göteborg · Widzów: 34 400 · Sędzia: Dania Peter Mikkelsen |
|                       |          |           |     |                                                                   |

| 18 czerwca 1992 20:15 | Holandia · Frank Rijkaard 4' · Rob Witschge 15' · Dennis Bergkamp 72' | 3:1(2:0)raport | Niemcy · Jürgen Klinsmann 53' | Ullevi, Göteborg · Widzów: 37 725 · Sędzia: Włochy Pierluigi Pairetto |
|                       |                                                                       |                |                               |                                                                       |

| 18 czerwca 1992 20:15 | Szkocja · Paul McStay 7' · Brian McClair 16' · Gary McAllister 84' (k.) | 3:0(2:0)raport | WNP | Idrottsparken, Norrköping · Widzów: 14 660 · Sędzia: Szwajcaria Kurt Röthlisberger |
|                       |                                                                         |                |     |                                                                                    |

## Faza pucharowa
|  |                       |             |          |                       |   |        |        |       |
|  | Półfinał              | Półfinał    | Półfinał |                       |   | Finał  | Finał  | Finał |
|  | Półfinał              | Półfinał    | Półfinał |                       |   | Finał  | Finał  | Finał |
|  | 21 czerwca – Solna    |             |          |                       |   |        |        |       |
|  |                       |             |          |                       |   |        |        |       |
|  | 1A Szwecja            | 1A Szwecja  | 2        |                       |   |        |        |       |
|  | 1A Szwecja            | 1A Szwecja  | 2        | 26 czerwca – Göteborg |   |        |        |       |
|  | 2B Niemcy             | 2B Niemcy   | 3        |                       |   |        |        |       |
|  | 2B Niemcy             | 2B Niemcy   | 3        |                       |   | Niemcy | Niemcy | 0     |
|  | 22 czerwca – Göteborg |             |          |                       |   | Niemcy | Niemcy | 0     |
|  |                       |             | Dania    | Dania                 | 2 |        |        |       |
|  | 1B Holandia           | 1B Holandia | Dania    | Dania                 | 2 | 2 (4)  |        |       |
|  | 1B Holandia           | 1B Holandia |          |                       |   |        |        |       |
|  | 2A Dania              | 2A Dania    | 2 (5)    |                       |   |        |        |       |
|  | 2A Dania              | 2A Dania    | 2 (5)    |                       |   |        |        |       |

UWAGA: W nawiasach podane są wyniki po rzutach karnych

### Półfinały
| 21 czerwca 1992 20:15 | Szwecja · Tomas Brolin 64' (k.) · Kennet Andersson 89' | 2:3(0:1)raport | Niemcy · Thomas Häßler 11' · Karl-Heinz Riedle 59' · Karl-Heinz Riedle 88' | Råsundastadion, Solna · Widzów: 28 827 · Sędzia: Włochy Tullio Lanese |
|                       |                                                        |                |                                                                            |                                                                       |

| 22 czerwca 1992 20:15                                                              | Holandia · Dennis Bergkamp 23' · Frank Rijkaard 86' | 2:2 k. 4:5(2:2, 1:2)raport                                                     | Dania · Henrik Larsen 5' · Henrik Larsen 33' | Ullevi, Göteborg · Widzów: 37 450 · Sędzia: Hiszpania Emilio Soriano Aladren |
|                                                                                    |                                                     |                                                                                |                                              |                                                                              |
|                                                                                    |                                                     | Rzuty karne                                                                    |                                              |                                                                              |
| Ronald Koeman · Marco van Basten · Dennis Bergkamp · Frank Rijkaard · Rob Witschge |                                                     | Henrik Larsen · Flemming Povlsen · Lars Elstrup · Kim Vilfort · Kim Christofte |                                              |                                                                              |

### Finał
| 26 czerwca 1992 20:15 | Dania · John Jensen 18' · Kim Vilfort 78' | 2:0(1:0)raport | Niemcy | Ullevi, Göteborg · Widzów: 37 800 · Sędzia: Szwajcaria Bruno Galler |
|                       |                                           |                |        |                                                                     |

## Strzelcy goli
3 gole
- Henrik Larsen
- Karl-Heinz Riedle
- Dennis Bergkamp
- Tomas Brolin

2 gole
- Jean-Pierre Papin
- Thomas Hässler
- Frank Rijkaard
- Jan Eriksson

1 gol
- Igor Dobrowolski
- John Jensen – Lars Elstrup – Kim Vilfort
- David Platt
- Stefan Effenberg – Jürgen Klinsmann
- Robert Witschge
- Paul McStay – Brian McClair – Gary McAllister
- Kennet Andersson

## Najlepsi strzelcy edycji
Edycja obejmuje eliminacje do ME oraz turniej finałowy ME
11 Goli
- Jean-Pierre Papin

## Zwycięski skład
| Dania                          | Dania                | Dania             |
| Numer                          | Zawodnik             | Klub w 1992 roku  |
| Bramkarze                      | Bramkarze            | Bramkarze         |
| ------------------------------ | -------------------- | ----------------- |
| 1                              | Peter Schmeichel     | Manchester United |
| 16                             | Mogens Krogh         | Brøndby IF        |
| Obrońcy                        |                      |                   |
| 4                              | Lars Olsen (Kapitan) | Trabzonspor       |
| 2                              | John Sivebæk         | AS Monaco         |
| 3                              | Kent Nielsen         | Århus GF          |
| 17                             | Claus Christiansen   | Lyngby BK         |
| 12                             | Torben Piechnik      | B 1903            |
| 6                              | Kim Christofte       | Brøndby IF        |
| Pomocnicy                      |                      |                   |
| 5                              | Henrik Andersen      | FC Köln           |
| 7                              | John Jensen          | Brøndby IF        |
| 18                             | Kim Vilfort          | Brøndby           |
| 13                             | Henrik Larsen        | Lyngby BK         |
| 8                              | Johnny Mølby         | FC Nantes         |
| 19                             | Peter Nielsen        | Lyngby BK         |
| 20                             | Morten Bruun         | Silkeborg IF      |
| Napastnicy                     |                      |                   |
| 11                             | Brian Laudrup        | Bayern Monachium  |
| 9                              | Flemming Povlsen     | Borussia Dortmund |
| 10                             | Lars Elstrup         | Odense            |
| 14                             | Torben Frank         | Lyngby BK         |
| 15                             | Bent Christensen     | FC Schalke 04     |
| Trener: Richard Møller Nielsen |                      |                   |